# Gunnar Holmberg (fotbollsspelare)
Gunnar Josef Agaton "Bajadären" Holmberg , född 6 maj 1897 i Göteborg, död 21 oktober 1975 i Borås, var en svensk fotbollsspelare (centerhalv) som representerade Gais. Han tog OS-brons med Sverige i Paris 1924, och vann SM-guld 1922, svenska serien 1922/1923 samt allsvenskan 1924/1925 och 1926/1927 med Gais.
Gunnar Holmberg är begravd på Östra kyrkogården i Göteborg.

## Karriär
Holmberg började spela fotboll i Vasa BK och IS Lyckans Soldater. Han bytte därefter till Majornas IK, för vilka han spelade 1919–1920 innan han via en period i IFK Göteborgs B-lag gick till Gais. Holmberg debuterade för Gais 1922 och var från samma år lagkapten i klubben. Han vann med Gais SM-guld 1922, svenska serien 1922/1923 samt allsvenskan 1924/1925 och 1926/1927. Totalt gjorde han 92 allsvenska matcher och 4 mål.
Holmberg var en av 1920-talets största fotbollskändisar i Göteborg. Hans något märkliga smeknamn "Bajadären", som syftar på en sydindisk tempeldanserska, härrör från Emmerich Kálmáns operett med samma namn som sattes upp på Stora Teatern i Göteborg 1922. Holmgrens löpstil lär ha liknats vid bajadärens lätta fotarbete. Under tiden i Gais var han också styrelsemedlem.

### Landslagskarriär
Holmberg spelade åren 1922–1927 sammanlagt 12 landskamper (0 mål). Han var med i det svenska landslag som tog bronset i Paris 1924. I OS spelade han högerhalv i omspelsmatchen om bronset mot Nederländerna, en match som vanns med 3–1.

## Efter den aktiva karriären
Holmberg var i många år föreståndare på tvålfirman Sunlights lager i Göteborg. Senare blev han tränare på heltid, bland annat i Borås. År 1935 anställdes han som instruktör hos Svenska fotbollförbundet.

## Meriter

### I klubblag
Gais
- SM-guld (1): 1922
- Vinnare av Svenska Serien (1): 1923
- Allsvensk seriesegrare (2): 1925, 1927

### I landslag
Sverige
- OS 1924: Brons

### Individuellt
- Mottagare av Stora grabbars märke, 1927